# Marie Cherrier
Marie Cherrier es una cantante francesa en francés, nacida el 31 de julio de 1984 en Onzain (cerca de Blois, Francia), que se inspira en artistas como Renaud Séchan o Georges Brassens.

## Biografía
Hija de un médico que la inició en la música, empezó a estudiar piano a los 7 años, pero abandonó tres años más tarde ante las dificultades del estudio del solfeo. A los 17 años, su padre le regaló su primera guitarra, con la cual practica canciones de Renaud en el grupo scout "Diapasons rouges" (Diapasones rojos).
En su último año de estudios de bachillerato (terminale), se inició en la composición musical poniendo música a dos textos de un compañero, uno con la guitarra y otro al piano. Tras obtener su Baccalauréat (bachillerato), empezó estudios de cinematografía en París que abandonó para dedicarse plenamente a la música.
En 2002 escribió su primera canción, Pantins! (en español, ¡Títeres!) con motivo de la segunda guerra de Irak, a la que siguieron otras canciones comprometidas; y empezó a actuar en bares de Blois, pequeños festivales y algunas radios.
En marzo de 2004 participó como compositora en los encuentros musicales de Astaffort, y allí conoció al compositor Jean-François Delfour, que le propuso grabar un CD. Este primer álbum recibió el título Ni vue ni connue (Ni vista ni conocida), y vio la luz en 2004.
Tres años después publicó su segundo álbum, Alors quoi? (¿Y entonces qué?), álbum cuya canción homónima contiene un reproche a uno de sus referentes musicales, el compositor Renaud Séchan. También ha publicado un disco en directo, Live à la Cigale, grabado durante un concierto ofrecido en la sala parisina La Cigale, el 15 de marzo de 2008.

## Discografía

### Álbumes de estudio
- 2005: Ni Vue ni Connue (Caroline Productions)
- 2007: Alors Quoi ? (Caroline Productions)
- 2013: Billie (Les Editions Comme tu m'vois)

### Álbumeslive
- 2008: Live à la Cigale

- Datos: Q474608
- Multimedia: Marie Cherrier / Q474608